# 殷高東路駅
座標: 北緯31度19分25秒 東経121度30分7秒 / 北緯31.32361度 東経121.50194度
殷高東路駅（いんこうとうろえき）は中華人民共和国上海市楊浦区に位置する上海地下鉄10号線の駅である。計画時の名称は殷高路駅であった。

## 歴史
- 2010年4月10日 - 開業。

## 隣の駅
上海軌道交通
■10号線
新江湾城駅 - 殷高東路駅 - 三門路駅